# King Amphoe Bang Sao Thong
King Amphoe Bang Sao Thong (Thais alfabet: บางเสาธง) is een subdistrict van de provincie Samut Prakan in Thailand. Dit subdistrict is op zijn beurt weer onderverdeeld in 3 tambon (gemeentes), te weten:
| No. | Naam              | Naam (Thai) | Dorpen | Inwoners |  |
| --- | ----------------- | ----------- | ------ | -------- |  |
| 1.  | Bang Sao Thong    | บางเสาธง    | 17     | 41.882   |  |
| 2.  | Sisa Chorakhe Noi | ศีรษะจรเข้น้อย | 10     | 6.339    |  |
| 3.  | Sisa Chorakhe Yai | ศีรษะจรเข้ใหญ่ | 12     | 6.622    |  |